# 戴景和
蘇景和（1527年—？年），原姓戴，字叔宣，號龍巖，四川瀘州人，明朝政治人物。

## 生平
治《書經》，嘉靖三十一年（1552年）由州學生中式壬子科四川鄉試第八名舉人，嘉靖三十二年（1553年）聯捷癸丑科第三甲第一百三十一名進士。工部观政，授江西袁州府推官，三十六年八月考选，授户科给事中。三十八年巡视京营，上戎政七事。三十九年六月升吏科右。

## 家族
曾祖戴永清；祖戴政；父戴顯榮；前母楊氏；母楊氏。具慶下，妻桂氏，弟景晃；景明。